# 堀井啓一
堀井 啓一（ほりい けいいち、1952年6月12日 - ）は、日本の地方公務員。秋田県総務企画部長等を経て、秋田県副知事。勲等は瑞宝中綬章。

## 人物・経歴
秋田県河辺郡雄和町（現秋田市雄和）出身。1971年秋田県立秋田高等学校卒業。1977年北海道大学経済学部卒業、秋田県庁に入庁、鹿角土木事務所配属。総務部秘書課政策監等を経て、2003年総務部秘書課長。2004年健康福祉部福祉政策課長。2006年総務企画部参事兼財政課長。2008年総務企画部長。2009年から副知事を務め、秋田新幹線の整備等にあたった。2017年の秋田県豪雨災害では、佐竹敬久秋田県知事が宮城県でゴルフをしていたことの道義的責任として、中島英史副知事とともに給与の一部自主返納を行った。

## 栄典
- 2024年11月 令和6年秋の叙勲で瑞宝中綬章を受章[6][7]